# کائید کلب علی
کائید کلب علی نام یکی از یاغیان دوره افشار بود که در ناحیه بروجرد و اطراف آن از توابع عراق عجم دست به شرارت می زد. در کتاب مجمل التواریخ درباره کائید کلبعلی چنین آمده است:
در ناحیه ٔ بروجردکائید کلب علی نام شخص بی نام و نشان در آن اوان با جمعی از متجنده و اوباش یکدل و یک زبان گشته ، بتاخت و تاز محالات و نهب و غارت مسافرین دست تعدی از آستین بی قباحتی برآورده لوای شرارت و فساد در میدان بی شرمی برپا نموده چند صباحی از راه تهور و شجاعت خود را مشهور آفاق گردانید چنانچه جمعیت او در عرصه ٔ قلیل بده دوازده هزار سوار و پیاده رسید.
.
سلیم خان افشار قرقلو سردار عراق عجم به بروجرد آمد و با کائید کلبعلی به جنگ پرداخت:
بعد از صف آرائی، کلب علی خود هم باچند نفر توسن جلادت را در میدان حرب بجولان درآورده از جانب سردار هم جمعی به میدان آمده حرب صعبی اتفاق افتاد که دوست و دشمن بر کائید تحسین و آفرین کردند نزدیک به آن رسید که پای ثبات و قرار لشکر سردار از جا به در رود که گلوله ای به اسب کلب علی رسیده با اسب درغلطید. سردار با لشکر خود یکبار تکاورانگیز گشته تاخت بر او و لشکرش آورده کلب علی خود بقید کمند غازیان سردار گرفتار گردیده سپاه او که برهنه پایان وادی نادانی بودند قتیل سیف غازیان سردار و بقیةالسیف راه اوطان خود پیمودند.
در نهایت در این نبرد، کائید کلبعلی به اسارت درآمد و به نزد سلیم خان برده و در آنجا گردن زده شد.